# Yūki Ichikawa
Yūki Ichikawa (jap. 市川 祐樹, Ichikawa Yūki; * 29. August 1987 in der Präfektur Niigata) ist ein ehemaliger japanischer Fußballspieler.

## Karriere
Yūki Ichikawa erlernte das Fußballspielen in der Universitätsmannschaft der Komazawa-Universität sowie in der Mannschaft des Japan Soccer College. Seinen ersten Vertrag unterschrieb der Innenverteidiger 2012 bei Albirex Niigata (Singapur). Der Verein ist ein Ableger des japanischen Vereins Albirex Niigata und spielte in der höchsten singapurischen Fußballliga, der S. League. Bis Ende 2013 absolvierte er 37 Erstligaspiele für Niigata. 2014 wechselte er zum Ligakonkurrenten Geylang International. Hier stand er bis Ende 2021 unter Vertrag und bestritt 173 Erstligaspiele. Am 1. Januar 2022 beendete er seine Karriere als aktiver Fußballspieler.